# Murray Hill (Manhattan)
Murray Hill è un quartiere di Manhattan, che a sua volta è uno dei cinque borough della città di New York. I suoi confini sono 34th Street a sud, 40th Street a nord, Madison Avenue a ovest e l'East River a est.
Murray Hill prende il nome da Robert Murray, capostipite della famiglia omonima, una famiglia di mercanti e commercianti che si stabilì nella zona nel XVIII secolo. La proprietà Murray si trovava su una ripida collina che si innalzava tra Lexington Avenue e Broadway. 
Durante il diciannovesimo secolo, Murray Hill era relativamente isolato dal resto della città, che all'epoca era sviluppata e centrata nella parte bassa di Manhattan. Murray Hill divenne un quartiere di abitazioni di lusso durante il XX secolo. 
Oggi contiene diverse istituzioni culturali, nonché missioni e consolati presso il vicino quartier generale delle Nazioni Unite .
Fa parte della Manhattan Community Board 6.

## Trasporti
Il quartiere è servito dalla metropolitana di New York attraverso la stazione 33rd Street della linea IRT Lexington Avenue, dove fermano i treni delle linee 4 e 6.